# Trigoniulus corallinus
Espèce
Trigoniulus corallinus est une espèce de mille-pattes originaire de la Thaïlande et de la Birmanie. On le trouve aussi dans le nord du continent américain, comme espèce introduite.

## Synonyme
Ce taxon admet le synonyme suivant :
- Iulus corallinus Gervais, 1847